# Oliarus bimaculata
Oliarus bimaculata är en insektsart som beskrevs av Schmidt 1930. Oliarus bimaculata ingår i släktet Oliarus och familjen kilstritar. Inga underarter finns listade i Catalogue of Life.